# Matjaž Matošec
Matjaž Matošec, slovenski muzikolog, * 6. december 1980.
Iz muzikologije je diplomiral leta 2006 na Filozofski fakulteti Univerze v Ljubljani. Za diplomsko delo »Razvoj nemškega samospeva med letoma 1782 in 1878: deset uglasbitev Goethejeve balade Erlkönig« je prejel študentsko Prešernovo nagrado Filozofske fakultete. S podiplomskim študijem muzikologije nadaljuje na Univerzi v Utrechtu na Nizozemskem, kjer je avgusta 2008 magistriral cum laude z delom »'Female Voices in Male Bodies': Castrati, Onnagata, and the Performance of Gender through Ambiguous Bodies and Vocal Acts«. 
V času študija je bil štipendist Mestne občine Ljubljana in prejemnik prestižne Huygensove štipendije, ki jo podeljuje nizozemska vlada.
Od septembra 2008 je zaposlen kot raziskovalec na Raziskovalnem inštitutu za zgodovino in kulturo (OGC) Univerze v Utrechtu in kot asistent na tamkajšnji Fakulteti za humanistične vede. V okviru svojega doktorskega raziskovalnega projekta proučuje povezavo med človeškim glasom in družbenim spolom, in sicer na primeru opernih kastratov in onnagat – moških poustvarjalcev ženskih vlog v japonskem gledališkem žanru kabukiju. V jesenskem semestru 2010/2011 je bil gostujoči raziskovalec na Univerzi na Havajih, Mānoa, Honolulu, v prvi polovici 2011 pa gostujoči raziskovalec na Univerzi Ritsumeikan v Kjotu, kot štipendist Japonske fundacije.
Med letoma 2002 in 2006 je deloval kot novinar in glasbeni kritik na RTV Slovenija. Kot sodelavec Uredništva oddaj o kulturi Televizije Slovenija je pripravljal prispevke za oddaje o kulturi in glasbi ter poročal o glasbenih dogodkih za dnevnoinformativne oddaje. Spomladi 2004 je televizijsko kamero zamenjal za radijski mikrofon, saj je postal stalni sodelavec Uredništva za resno glasbo Radia Slovenija. Za 3. program, Program ARS, je pripravljal različne glasbene oddaje, pogovore z domačimi in tujimi umetniki ter kritike koncertov resne glasbe, za 1. in 2. program pa novinarske prispevke.
V tem času je objavil tudi vrsto člankov, kritik in recenzij v znanstvenih (Muzikološki zbornik, Bilten Slovenskega muzikološkega društva), strokovnih (Naši zbori, Muska) in drugih publikacijah (časopis Dnevnik). Med letoma 2007 in 2009 je sodeloval s SNG Opera in balet Ljubljana kot pisec prispevkov za gledališki list.
Poročen je s slovenskim opernim pevcem Ambrožem Bajcem-Lapajnetom, s katerim živi v Utrechtu.